# جناح (بستک)
جَناح شهری است از توابع بخش جناح شهرستان بستک در استان هرمزگان است.

## جناح قدیم
پیش از اینکه را شوسه شود و از طریق کوخرد و مِهران عبور نماید، جناح گذرگاه کالاهای بود که از بنادر چارک و مغویه که تا جناح بیش از ۳۰ تا ۳۵ کیلومتر فاصله ندارند می‌آمد، از بندر مغویه و از بندر چارک و بندر لنگه کالاها را از طریق
تنگ خور جناح حمل می‌کردند. کالاهای بازرگانی از جناح به مقصد لار، اوز، گراش، جهرم و شیراز بار می‌شد.
در زمان قدیم در کوچه و بازار جناح جنب وجوش دادوستد محسوس بود و معامله رونقی چشمگیر داشت.
سوداگران برای حمل کالای خود و چه بسا برای خرید کالا دررفت‌وآمد بودند.
به جرأت می‌توان گفت که جناح در آن زمان مرکزیت بازرگانی داشت. اکنون هم با اینکه به واسطه فاصله‌اش از جاده اصلی آسفالت بستک به بندر لنگه رونق بازرگانی گذشته را ندارد، ولی شهری زیبا به نظر می‌آید، شهری تمیز با جاده‌های آسفالت شده و مرتب؛ و مردمانی خونگرم و مهمان نواز و با سواد.
با اتمام راه خور جناح این شهر بر روی جاده اصلی بستک -جناح - بندر لنگه قرار می‌گیرد.

## موقعیت جغرافیایی
حدود شهر جناح، از سمت شمال: به رودخانه مهران و صحرای خلوص، و از سمت جنوب به خور جناح «خور جناح» و کوه بُدُن «کوه بُدُن» و کوه سفید، و از سمت مغرب به کهتویه و از سمت مشرق به
دهستان هرنگ منتهی می‌شود.بستک و در ۲۳ کیلومتری دهستان کوخرد، در شمال غربی شهرستان بندر لنگه، و در غرب استان هرمزگان در جنوب ایران واقع می‌باشد. از آنجا که این شهر در یک سمت و پهلو از منطقه جغرافیایی خود قرار گرفته آن را جناح (به معنی بال و پهلو) می‌نامند. نام قدیمی آن «قصبهٔ جناح» بوده أست.

## جمعیت
جمعیت بسیار زیادی از مردم جناح در کشورهای حاشیه خلیج فارس به خصوص بحرین و کویت و امارت متحده عربی ساکن اند. مردم جناح و شهرستان بستک اهل سنت هستند.
بر پایه سرشماری عمومی نفوس و مسکن در سال ۱۳۹۵ جمعیت این شهر ۶۹۱۰ نفر (۱۸۵۴ خانوار) بوده است.

## دستگاه رله تلویزیونی
در چند سال اخیر در ارتفاع جنوب شرقی جناح مشرف به چشمه گَؤری (گبری) دستگاه رله تلویزیونی نصب شده که مورد استفاده تمامی مردم این منطقه (جناح-بستک و…) می‌باشد
در جناح چند دستگاه پمپ آب، ۴۰ هزار اصله نخل دیم و ده هزار من (۴۰۰۰۰ کیلو) زمین دیم زیر کشت و تعداد بسیار زیادی برکه دارد.
در جناح دو رودخانه فصلی وجود داردکه به زبان محلی به آن (دروا) می‌گویند بنام‌های ایلو و پَلی که در روزهای پرباران طغیان می‌کند و از میان شهر می‌گذرد و چند بار تلفات مالی هم داده است. دشت جناح در منطقه بستک دارای پر تعدادترین محل‌های تفریح کوهستانی و معمولی است.
در ارتفاعات کوه سمت جنوب جناح چند لاور وجود دارد که به شرح زیر است: لاور گادون، لاور خره، لاور (پشتخه) تهرو، ولاور کهزه.

## میدان گازی کوه سفید جناح
وبسایت جناح آنلاین دربارهٔ میدان گازی سفید جناح بدین شرح توضیح داده است: به گزارش جناح آنلاین و به نقل از منابع مختلف خبری. میدان نفتی جناح که حدود سی سال پیش عملیات حفاری آن نیمه کاره رها شده بود. امروز توسط وزیر نفت به عنوان جدیدترین میدان نفتی کشور با نام «سفید» اعلام شده است.
این میدان دارای ۷۰ میلیارد مترمکعب گاز درجا است که وزیر نفت در مصاحبه مطبوعاتی امروز خود. مکان دقیق آن را ۱۴۰ کیلومتری شمال بندرلنگه اعلام کرده است.
به گزارش خبرنگار اقتصادی خبرگزاری فارس، مسعود میرکاظمی دقایقی پیش در جمع خبرنگاران با اعلام اینکه میدان جدید گازی «سفید» در ۱۴۰ کیلومتری بندر لنگه واقع است، گفت: این میدان جدید گازی در شرق بوشهر و غرب بندرعباس واقع شده است.
به گفته وزیر نفت، ۷۲ درصد ذخایر درجای این میدان گازی قابل استحصال است.

## تنگ خور
تنگ خور جَناح که در ۹ کیلومتری جنوب جناح واقع است و کاروان‌رو است، وسط این تنگ تپه‌ای است بزرگ و کوه مانند اما خاکی که به نام هُمبُس که به واسطه خاک سستی که دارد تقریبآ دائم در حال ریزش است، در هنگام ریزش سنگ‌های کلان با خود به پائین دره سرازیر می‌کند، و چون راه قافله‌ها از ته دره عبور می‌کند چندین بار تلفات مالی و جانی هم داده است.
تنگ خور تقریباً مانند بادگیری برای جناح است، از ساعت ۱۲ ظهر تا نیمه شب بادی مخصوص می‌وزد. در خرداد ماه تا ۱۵ تیر این باد گرم است که به لهجه محلی به آن «تَش باد» (آتش‌باد) گفته می‌شود. از نیمه تیر تا آخر تابستان بادی خنک می‌وزد.
.

## مردم جناح
بیشتر مردم جناح به زبان اچمی و گویش جناحی تکلم می‌کنند و درصدی از آن‌ها با لهجه اوزی و گروه کوچکتری نیز به لهجه شیخانی صحبت می‌کنند که از زبان‌های فارسی بسیار قدیمی هستند. از آثار قدیمی جناح می‌توان قلعه قلات نام برد که که مانند برج دیده‌بانی بر بالای شهر جناح بر روی کوهی واقع شده است و همچنین قنات‌های صحرای گبری یا چاه دوک که بر سنگ‌های ضخیم پای کوه واقع شده و آب ان تقریباً شیرین است و در قدیم آب اهالی را تأمین می‌کرده است و همه آن‌ها از آثار دوران گبری‌ها است.

## شاعران
جناح مکان پرورش شاعرانی بوده است که همواره نام و اشعار آنان برای جناح و منطقه باقی‌مانده است. اثر مکتوبی از آنان باقی نیست اما بسیاری از اشعار آن‌ها در میان عامه مردم رواج دارد.
- ناصر چمن پیرا در شعری به زبان محلی جمسی در وصف جناح چنین می‌گوید:

سرودهِ جنه
| ا دل صفحه روز گار موه بنوئسم            |  | اسم خوشرنگ جنه، دانش و فرهنگ جنه    |
| از جفی که‌اش و که دشمن غدار نی گم        |  | چونکه مالیده بده، پوزش اته جنگ جنه  |
| از هوای خش و ولمی که اتاد از دل خور     |  | بلبلا مست ا بن، اکنن همه آهنگ جنه   |
| خشی جنه ببن که تاجرا، پیشه ورا          |  | مجا ول شونکه و آمدن، بدن همرنگ جنه  |
| هر جیش پا انسش از مجا خشتر ابنش         |  | سستی و بی هنری، مرده اته چنگ جنه    |
| هر که آثار و بناهای قدیم اش ندده        |  | اش بگو سو بگی از کوه و شل و سنگ جنه |
| شور مردم همه آبادی و عمرانی شهر         |  | اختلاف و جر و دعوانن به جز ننگ جنه  |
| قحطی و زلزله و درد و بی آوی و دزی       |  | هرتی اش صفحه ین ازتاریخ رنگ رنگ جنه |
| از اصالت و جوونمردی که سوغات جنن        |  | هر جوونی اش گرته خوشه ز فرهنگ جنه   |
| شافعی مذهب و دیندارو ادب دوستن و رند    |  | متعصب الی آوازه پر رنگ جنه          |
| وخته پا ازنِه ا دور اتنه اگش آخ چه نه خش |  | و دو رز بعدش ابش واله و دلتنگ جنه   |
| بدنی قدر جنه، دل و نِه آتی چونکه         |  | جئده‌اش نن و خدا ارزش یک کنگ جنه     |
| جنه باغ گلن و ما جنیا بلبل باغ          |  | جنه گل وامنت و ما ببم افشنگ جنه     |

## مشاهیر، دانشوران و فرهنگیان جناح
- استاد احمد پذیرا معروف به احمد مدان
- محمد شریف غیاث فرزند محمد (۱۲۷۲–۱۳۳۲) خورشیدی. نام کامل وی (محمد شریف محمد احمد غیاث خنجری فیشوری). نام برده بنیان‌گذار دهداری جناح و حومه از توابع شهرستان بستک و اولین دهدار رسمی دولتی در دوران پهلوی در «قصبهٔ جناح» در جنوب غرب ایران بود. بعد از سال‌ها تلاش و تجارت بین هند وایران به میهن بازگشتند و بیشتر سرمایه خودرا صرف عمران و آبادانی جنوب کشور نمودند. برای اولین بار در آن خطه از خاورمیانه از جمله خدمات ایشان این بود که زمین‌های خشک بایر را با چرخ بادی ساخت پنسیلوانیای آمریکا احیا کردند. این چرخ بادی را با کشتی از بندر بمبئی به سمت بندر گامبرون (بندرعباس) حمل کرده و در جنوب ایران (منطقه جناح و فاریاب و حومه) به وسیلهٔ نیروی باد و نه برق و گازوئیل زمین‌های وسیعی را از وسط فاریاب تا نزدیک کوه معروف «لاورکلاه» به‌طور گسترده آبیاری کرده و به زیر کشت می‌برند و به این ترتیب باغات خودرا به تفریحگاه مردم تبدیل کردند. بخاطر همان چرخ بادی آمریکایی در بین مردم باغ بزرگ ایشان معروف شد به «باغ چرخ و فلک». غیراز سرسبزی باغ‌ها وسایل تفریحی دیگری هم برای خانواده‌ها از جمله برای بچه‌ها (مثل برکه بند ساروچی) و سکوهای بلند با پله‌های زیبا در کنار نهر آب بنا و باغچه‌های نخل و میوه‌های گرمسیری کاشتند که هنوز آثار آن‌ها باقیست. در اواخر دوره قاجار و اوایل دوره پهلوی همیشه از نفوذ سیاسی خود بر دولتمردان و نظامیان در راه خدمت به زحمتکشان میهن استفاده کردند که هنوز بخش قابل توجهی از مردم به نیکی از ایشان یاد می‌کنند. کتابخانه اندرونی ایشان بسیار خوب طراحی و میز و صندلی‌ها را مرتب کرده و در طاقچه‌ها کتاب‌های گوناگون علمی و ادبی به زبان‌های مختلف چیده بودند. یکی از دیدنی‌ترین آثار ایشان در کتابخانه تبدیل شده بود و هم‌اکنون در موزه مردمی جناح قرار دارد.
- مزیری کوتاه جناحی. محمد بن احمد مزیری معروف به کوتاه.

## فهرست منابع و مآخذ
- محمدیان، کوخردی، محمد،  «شهرستان بستک و بخش کوخرد» ، ج۱. چاپ اول، دبی: سال انتشار ۲۰۰۵ میلادی.
- عباسی، قلی، مصطفی،  «بستک وجهانگیریه» ، چاپ اول، تهران: ناشر: شرکت انتشارات جهان معاصر، سال ۱۳۷۲ خورشیدی.
- سلامی، بستکی، احمد.  (بستک در گذرگاه تاریخ)  ج۲ چاپ اول، ۱۳۷۲ خورشیدی.
- نگاره‌ها از: احمد سلمان گوده‌ای و محمد محمدیان کوخِردی.
- بالود، محمد.  (فرهنگ عامه در منطقه بستک)  ناشر همسایه، چاپ زیتون، انتشار سال ۱۳۸۴ خورشیدی.
- مهندس: موحد، جمیل. (بستک و خلیج فارس) چاپ اول، تهران: سال انتشار ۱۳۴۳ خورشیدی.
- بالود، محمد.  (فرهنگ عامه در منطقه بستک)  ناشر همسایه، چاپ زیتون، انتشار سال ۱۳۸۴ خورشیدی.
- الکوخردی، محمد، بن یوسف، (کُوخِرد حَاضِرَة اِسلامِیةَ عَلی ضِفافِ نَهر مِهران Kookherd, an Islamic District on the bank of Mehran River) الطبعة الثالثة، دبی: سنة ۱۹۹۷ للمیلاد.
- بختیاری، سعید،  «اتواطلس ایران» ، “ مؤسسه جغرافیایی وکارتگرافی گیتاشناسی، بهار ۱۳۸۴ خورشیدی.
- چمن پیرا، ناصر پاییز ۱۳۷۴ خورشیدی.
- محمد، صدیق «تارخ فارس» صفحه‌های (۵۰ ـ ۵۱ ـ ۵۲ ـ ۵۳)، چاپ سال ۱۹۹۳ میلادی.
- اطلس گیتاشناسی استان‌های ایران [Atlas Gitashenasi Ostanhai Iran] (Gitashenasi Province Atlas of Iran)